# جیمز مک‌ناب

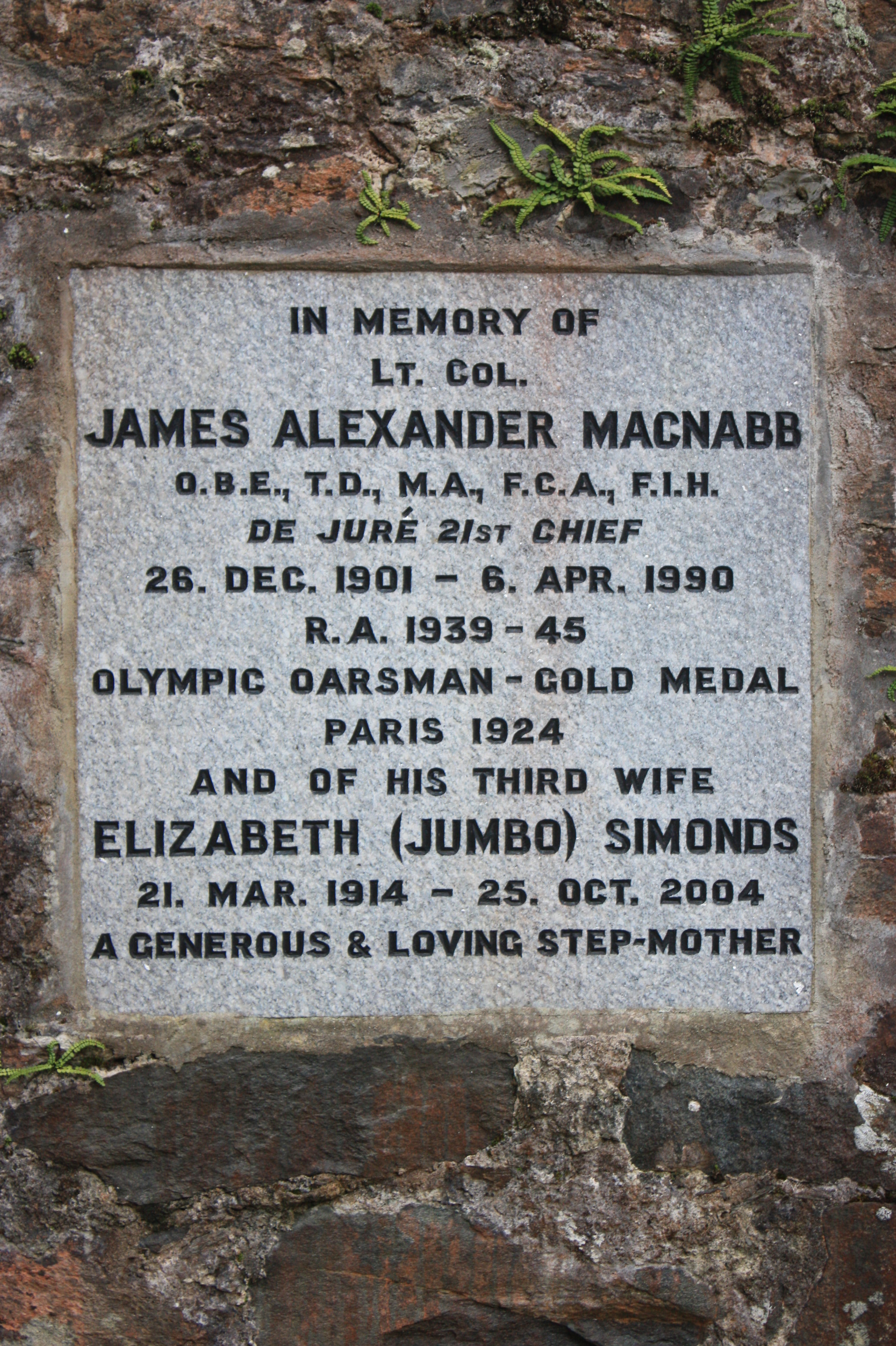
یادبود جیمز الکساندر مک‌ناب، محل دفن قدیمی مک‌ناب، کیلین

جیمز مک‌ناب (انگلیسی: James MacNabb؛ ۲۶ دسامبر ۱۹۰۱ – ۶ آوریل ۱۹۹۰) قایقران روئینگ اهل بریتانیا بود.
وی در مسابقات کشوری و بین‌المللی در مجموع برندهٔ ۱ مدال طلا شده‌است.